# Reggenza di Morowali
La reggenza di Morowali (in indonesiano: Kabupaten Morowali) è una reggenza dell'Indonesia, situata nella provincia di Sulawesi Centrale.